# Leopoldo López Gil
Leopoldo López Gil (ur. 20 października 1944 w Caracas) – wenezuelski przedsiębiorca, publicysta, działacz społeczny i polityk, posiadający również obywatelstwo hiszpańskie, poseł do Parlamentu Europejskiego IX kadencji.

## Życiorys
Absolwent studiów ekonomicznych na Uniwersytecie Columbia w Nowym Jorku. Uzyskał też magisterium z zakresu finansów na Uniwersytecie Pensylwanii w Filadelfii. Zawodowo związany z sektorem prywatnym, obejmował kierownicze funkcje w różnych przedsiębiorstwach m.in. z branży gastronomicznej. Założyciel sieci restauracji Pica Pica, został prezesem Academia Venezolana de Gastronomía. Powoływany w skład rad instytucji edukacyjnych, uniwersytetów i organizacji branżowych. Redaktor i publicysta dziennika „El Nacional”. W 1974 zainicjował program stypendialny w Fundación Gran Mariscal de Ayacucho, a w 1989 objął funkcję prezesa tej fundacji.
Z przyczyn politycznych wyemigrował z Wenezueli w 2014. Osiedlił się w Hiszpanii, zajmując się działalnością na rzecz praw człowieka. Jego syn Leopoldo López został jednym z liderów wenezuelskiej opozycji skierowanej przeciwko Nicolásowi Maduro, a także więźniem politycznym. Leopoldo López Gil w 2015 otrzymał hiszpańskie obywatelstwo. W 2019, w trakcie trwającego kryzysu prezydenckiego w Wenezueli, został wpisany na 12. miejsce listy Partii Ludowej w wyborach europejskich, co spotkało się z szerokim rozgłosem w hiszpańskojęzycznych mediach. W wyniku głosowania z maja tegoż roku uzyskał mandat eurodeputowanego IX kadencji.
Odznaczony m.in. Orderem Francisco de Miranda II i I klasy.